# Jean-François Labes
Pour les articles homonymes, voir Labes (homonymie).
Jean-François Labes, né le 15 octobre 1942, est un militant sourd au niveau européen et un ancien président de l'Union européenne des sourds.

## Biographie
En 1970, il avait participer la danse de la compagnie de danse folklorique de Ginette Baccon avec Chantal Liennel, Victor Abbou et les autres sourds.
Autour de 1988, Jean-François est le vice-président de la Fédération nationale des sourds de France et le président de l'Union européenne des sourds entre 1989 et 1999.
Il a fondé de deux association mieux vivre en 1988 et école français de langue des signes en 1994
En 2011, il est élu le président du Comité de coordination des sportifs Sourds de France pour deux ans. Puis il est nommé le Comité Directeur d'handisport en 2013-2016.
En janvier 2016, il est élu au poste du président de l'Union nationale pour l’insertion sociale des déficients auditifs.

## Parcours dans la vie politicienne
- Vice-président de la Fédération nationale des sourds de France : ?
- Présidente de la Union européenne des sourds : 1989-1990
- président de l'Union nationale pour l’insertion sociale des déficients auditifs : 2016